# Rauvolfiòidies
Les rauvolfiòidies (Rauvolfioideae) són una subfamília de plantes angiospermes que pertany a la família de les apocinàcies (Apocynaceae) de l'ordre gencianals.

## Descripció
La majoria de les fulles són simples. Les flors són hermafrodites amb cinc pètals. Els fruits són baies, drupes o fol·licles.

## Tribus
Dins d'aquesta subfamília es reconeixen les següents tribus:
- Aspidospermateae
- Alstonieae
- Vinceae
- Willughbeieae
- Tabernaemontaneae
- Melodineae
- Hunterieae
- Amsonieae
- Alyxieae
- Plumerieae
- Carisseae